# Тростниковый тиранн
Тростнико́вый тира́нн (лат. Arundinicola leucocephala) — вид воробьинообразных птиц из семейства тиранновых (Tyrannidae), выделяемый в монотипический род тростниковых тираннов (Arundinicola). Этот тиранн распространён от севера и востока Колумбии и севера и центральной Венесуэлы восточнее до Тринидада и Гвианы; местами встречается на востоке Эквадора, северо-востоке Перу, на севере и востоке Боливии, на севере Аргентины, в Парагвае и юго-востоке Бразилии.

## Описание
Взрослый тростниковый тиранн достигает 12,7 см в длину и весит 15 г. Самцы полностью чёрно-коричневые, кроме относительно большой белой головы и желтоватой нижней челюсти. У самок верхняя часть тела и крылья коричневые, хвост чёрный. Нижняя часть тела, бока головы и передняя часть гребешка грязно-белые. Эти птицы ведут себя довольно тихо, но их крик — резкое «седик».

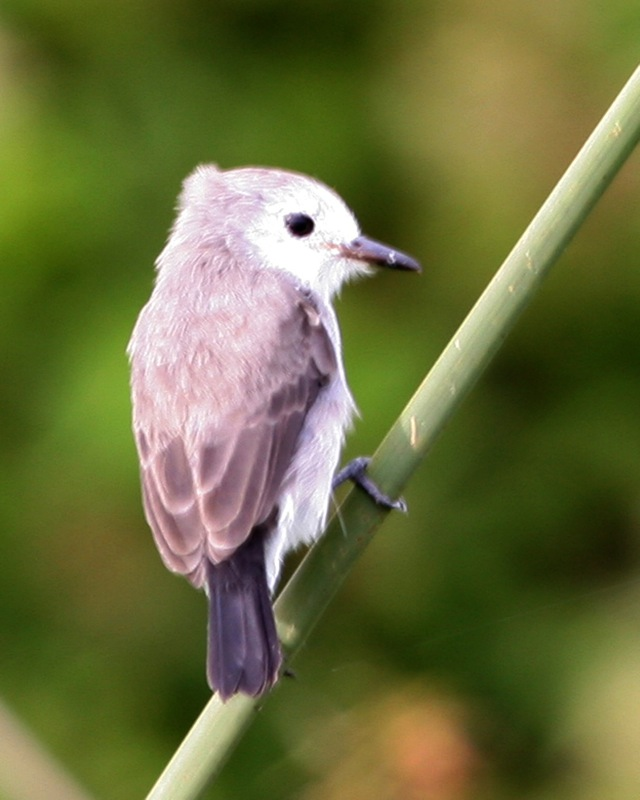
Самка

Данный вид встречается в болотистых саваннах, на плавнях и по краям мангровых болот. Белоголовые тростниковые тиранны поджидают добычу на невысоком открытом насесте среди болотной растительности или на ветке у воды, время от времени взлетая в погоню за насекомыми, своей основной пищей, а затем возвращаясь на место. Нередко они хватают насекомых с растений, но чаще ловят их в воздухе или даже в неглубокой воде.
Гнездо представляет собой выстланный перьями овальный шар из травы и другого растительного материала, вход расположен сбоку. Гнездо строится на конце ветви недалеко от воды или над ней. Типичная кладка составляет два или три кремово-белых яйца с коричневыми пятнами. Оба родителя высиживают яйца по очереди. Коровьи трупиалы часто паразитируют в гнезде.
IUCN не считает, что данный вид птиц находится под угрозой. Отдельные популяции, однако, могут исчезнуть из-за ухудшения условий среды обитания.